# Hana Meličková
Hana Meličková, provdaná Rapantová (27. ledna 1900, Martin – 7. ledna 1978, Bratislava) byla významná slovenská herečka, spoluzakladatelka slovenského profesionálního divadla.

## Život
Původně studovala hudbu na Pražské konzervatoři (1919–1923).
Současně se zapsala na herectví. V letech 1923–1926 pracovala jako učitelka na Župní hudební škole v Martině. V letech 1926–1976 byla členkou činohry SND v Bratislavě. Její první rolí byla postava Salome ve stejnojmenné hře Oscara Wilda. Za dobu svého působení ve Slovenském národním divadle ztvárnila téměř dvě stě postav.
V roce 1955 byla jmenována zasloužilou a roku 1961 národní umělkyní. Byla laureátkou státní ceny (1951) a vyznamenání Za zásluhy o výstavbu (1960).
Pohřbena je na Národním hřbitově v Martině.